# Герб Хельсингланда
Герб Хельсингланда (швед. Hälsinglands vapen) — символ исторической провинции (ландскапа) Хельсингланд, Швеция. Также употребляется как элемент официального символа современного административно-территориального образования лена Евлеборг.

## История
Герб ландскапа известен из описания похорон короля Густава Вазы 1560 года. В 1560 году козел шествовал в щите, а позднее стал стоящим на задних копытах.

## Описание (блазон)
В черном поле вздыбленый золотой козел с червлеными рогами, языком и копытами.

## Содержание
Герб ландскапа может увенчиваться герцогской короной.

Герб ландскапа (с герцогской короной)